# Liste der Baudenkmale in Hagermarsch
Die Liste der Baudenkmale in Hagermarsch enthält die nach dem Niedersächsischen Denkmalschutzgesetz geschützten Baudenkmale in der ostfriesischen Gemeinde Hagermarsch.
Grundlage ist die veröffentlichte Denkmalliste des Landkreises (Stand: 27. November 2022).
Baudenkmale sind „im Sinne des Gesetzes Bodendenkmale, bewegliche Denkmale und Denkmale der Erdgeschichte.“

## Allgemein
In den Spalten befinden sich folgende Informationen:
- Lage: die Adresse des Baudenkmales und die geographischen Koordinaten. Kartenansicht, um Koordinaten zu setzen. In der Kartenansicht sind Baudenkmale ohne Koordinaten mit einem roten Marker dargestellt und können in der Karte gesetzt werden. Baudenkmale ohne Bild sind mit einem blauen Marker gekennzeichnet, Baudenkmale mit Bild mit einem grünen Marker.
- Bezeichnung: Bezeichnung des Baudenkmales
- Beschreibung: die Beschreibung des Baudenkmales. Unter § 3 Abs. 2 NDSchG werden Einzeldenkmale und unter § 3 Abs. 3 NDSchG Gruppen baulicher Anlagen und deren Bestandteile ausgewiesen.
- ID: die Objekt-ID des Baudenkmales
- Bild: ein Bild des Baudenkmales, ggf. zusätzlich mit einem Link zu weiteren Fotos des Baudenkmals im Medienarchiv Wikimedia Commons. Wenn man auf das Kamerasymbol klickt, können Fotos zu Baudenkmalen aus dieser Liste hochgeladen werden:

## Hagermarsch
| Lage                                                | Bezeichnung  | Beschreibung | ID       | Bild |
| --------------------------------------------------- | ------------ | --- | -------- | ---- |
| Alter Postweg 33 53° 38′ 56″ N, 7° 17′ 8″ O         | Gulfhaus     | Gulfhaus (Gulfhaus) mit: Graft; Gulfhaus des ostfriesischen Typs. Backsteinbau mit 2-gesch. Wohnteil unter Halbwalmdach. 2. Hälfte 19. Jh. Bedeutung: Historisch, städtebaulich wesentliche Begründung: 1.06 geschichtliche Bedeutung aufgrund des Zeugnis- und Schauwertes durch beispielhafte Ausprägung eines Stils und / oder Gebäudetypu                        | 34647126 | BW   |
| Alter Postweg 33 53° 38′ 55″ N, 7° 17′ 5″ O         | Graft        | | 34647516 | BW   |
| Alter Postweg 53° 38′ 20″ N, 7° 17′ 48″ O           | Brücke       | Brücke (Straßenbrücke). Gemauertes Tonnengewölbe in Backstein (Reichsformat), Schlusssteindatierung 1866. Sandsteinabdeckung auf den Widerlager, Brückengeländer aus Gusseisen-Formstücken | 34647364 | BW   |
| Dornumer Straße 3 53° 38′ 29″ N, 7° 18′ 32″ O       | Gulfhaus     | Gulfhaus (Gulfhaus). Gulfhaus des ostfriesischen Typs. Backsteinbau mit 2-gesch. Wohnteil unter Satteldach. Lisenengliederung. Segmentbogige Fensteröffnungen mit originalen Schiebefenstern, 1876 | 34647152 | BW   |
| Hagermarscher Straße 13 53° 37′ 25″ N, 7° 17′ 56″ O | Gulfhaus     | Elisenhof | 34647388 | BW   |
| Hagermarscher Straße 13 53° 37′ 23″ N, 7° 17′ 56″ O | Graft        | | 34647465 | BW   |
| Hagermarscher Straße 13 53° 37′ 22″ N, 7° 18′ 4″ O  | Zufahrtallee | | 34647569 | BW   |
| Nordoog 1 53° 38′ 29″ N, 7° 17′ 7″ O                | Gulfhaus     | Gulfhaus (Gulfhaus) mit: Hofwurt, Baumbestand; Gulfhaus des ostfriesischen Typs. Gut erhaltener Backsteinbau mit 2-gesch. Wohnteil unter Halbwalmdach. Um 1880. Bedeutung: Historisch, Städtebaulich. Wesentliche Begründung: 1.06 geschichtliche Bedeutung aufgrund des Zeugnis- und Schauwertes durch beispielhafte Ausprägung eines Stils und / oder Gebäudetypus | 34647177 | BW   |
| Nordoog 1 53° 38′ 28″ N, 7° 17′ 5″ O                | Hofwurt      | | 34647439 | BW   |
| Rickersweg 3 53° 39′ 1″ N, 7° 18′ 38″ O             | Gulfhaus     | Gulfhaus (Gulfhaus) mit: Wurt, Baumbestand; Gulfhaus des ostfriesischen Typs. Gut erhaltener Backsteinbau mit 2-gesch. Wohnteil. EG-Fenster erneuert. 1870. Bedeutung: Historisch, städtebaulich. Wesentliche Begründung: 1.06 geschichtliche Bedeutung aufgrund des Zeugnis- und Schauwertes durch beispielhafte Ausprägung eines Stils und / oder Gebäudetypus     | 34647237 | BW   |
| Rickersweg 3 53° 38′ 58″ N, 7° 18′ 38″ O            | Hofwurt      | | 34647413 | BW   |
| Rickersweg 4 53° 38′ 56″ N, 7° 18′ 27″ O            | Gulfhaus     | Gulfhaus (Gulfhaus). Urspr. freistehendes spätgotisches Steinhaus mit Unterkellerung aus 2 getrennten Gewölben. Um 1750 z. Gulfhaus umgebaut mit seitlicher Wohnteilerweiterung (nachträglich verputzt) | 34647206 | BW   |
| Theener Oststeek 11 53° 39′ 49″ N, 7° 18′ 8″ O      | Gulfhaus     | Gulfhaus (Gulfhaus (Landarbeiterhaus)). Kleines Landarbeiterhaus im Gulfhausstil. Backsteinbau unter Satteldach, Wi-Teil zu Wohnzwecken umgenutzt. Ende 19. Jh. erbaut, renoviert | 34647289 | BW   |
| Theener Oststreek 20 53° 39′ 47″ N, 7° 18′ 12″ O    | Gulfhaus     | Gulfhaus (Gulfhaus). Gulfhaus des ostfriesischen Typs. Backsteinbau mit 1-gesch. Wohnteil unter Satteldach mit Giebelbekrönung. Fassadengliederung erhalten. Wi-Teil neu aufgemauert. Anfang 19. Jh. | 34647314 | BW   |
| Theener Weststreek 8 53° 39′ 25″ N, 7° 16′ 59″ O    | Gulfhaus     | Gulfhaus (Gulfhaus). Gulfhaus d. ostfriesischen Typs. Gut erhaltener Back steinbaumit 2-gesch. Wohnteil unter Halbwalmdach. Um 1860 | 34647339 | BW   |

## Junkersrott
| Lage                                     | Bezeichnung | Beschreibung | ID       | Bild |
| ---------------------------------------- | ----------- | --- | -------- | ---- |
| Sophienhof 1 53° 39′ 37″ N, 7° 15′ 35″ O | Gulfhaus    | Gulfhaus (Gulfhaus (Sophienhof)) mit: Graft, Kochhaus; Großes Gulfhaus des ostfriesischen Typs. Backsteinbau mit hohen Upkammern und Gewölbekeller. Außenhaut mit Veränderungen. Im Kern 18. Jh., 1817 erweitert. Im Westen kl. Kochhaus. Bedeutung: Historisch, städtebaulich. Wesentliche Begründung: 1.06 geschichtliche Bedeutung aufgrund des Zeugnis- und Schauwertes durch beispielhafte Ausprägung eines Stils und / oder Gebäudetypus | 34647263 | BW   |
| Sophienhof 1 53° 39′ 38″ N, 7° 15′ 37″ O | Graft       | | 34647490 | BW   |
| Sophienhof 1 53° 39′ 37″ N, 7° 15′ 33″ O | Kochaus     | | 34647541 | BW   |